# Steindachnerina nigrotaenia
Steindachnerina nigrotaenia es una especie del género de peces de agua dulce Steindachnerina perteneciente a la familia de los curimátidos en el orden Characiformes. Habita en ambientes acuáticos subtropicales en el centro de Sudamérica. 

## Taxonomía
Descripción original
Mediante el nombre científico de Curimatus nigrotaenia, esta especie fue descrita originalmente en el año 1902, por el biólogo belga-inglés George Albert Boulenger. Este era un investigador del Museo Británico de Historia Natural (BMNH), y los ejemplares que sirvieron para realizar la descripción le habían sido confiados por el director del Museo Cívico de Historia Natural de Génova (MSNG), en Italia.
Etimología
Etimológicamente, el término genérico Steindachnerina es un epónimo que refiere al apellido de la persona a quien fue dedicada, el ictiólogo y naturalista austríaco Franz Steindachner, quien fue un estudioso de la fauna de las islas Galápagos. El epíteto específico nigrotaenia se construye con palabras en latín, en donde niger, nigra, nigrum significa ‘negro’ y taenia es ‘cinta’, ‘listón’, en alusión a la banda oscura de la parte media de su cuerpo.
Localidad tipo
La localidad tipo referida es: “río Coxipó (cuenca superior del río Paraguay), estado de Mato Grosso, Brasil”.
Holotipo
El ejemplar lectotipo designado es el catalogado como: BMNH 1902.2.10.30; se trata de un espécimen que midió  43,5 mm de longitud estándar. Fue capturado en el año 1900 por el doctor F. Silvestri, durante un viaje de recolección de peces y reptiles por Brasil, Paraguay y la Argentina. Se encuentra depositado en el Museo de Historia Natural, de Londres.

### Historia taxonómica
En el año 1948, Augustín Fernández-Yépez refiere a esta especie, pero con la denominación genérica de Curimata. En el año 1991, Richard Peter Vari estudió 5 especímenes depositados en el museo Británico, etiquetados como sintipos de C. nigrotaenia, observando que sus características correspondían a las de Steindachnerina brevipinna de la zona de Rosario (Argentina), por lo que lo trasladó a la sinonimia de esta última especie. Pero sus observaciones diferían de la que había ofrecido el descubridor de C. nigrotaenia, por lo que pensó que los conteos de Boulenger eran incorrectos o que esa publicación contenía errores tipográficos, sin barajar la posibilidad de que las diferencias sean por un error curatorial de ese museo, que diese como resultado la colocación de otros especímenes en el frasco del tipo de C. nigrotaenia. Esto no resultaba claro, por lo que en el año 1996 Heraldo Antonio Britski prefirió obrar de manera más conservadora y prosiguió su tratamiento como una especie plena, al mismo tiempo que la transfirió al género Steindachnerina, consideración que fue seguida por otros especialistas.
Finalmente, en el año 2019, Heraldo Antonio Britski,  Bruno F. Melo, Richard P. Vari y Claudio Oliveira revalidaron formalmente a Steindachnerina nigrotaenia como una especie válida, retirándola de la sinonimia de S. brevipinna; también realizaron las redescripciones de ambas especies sobre la base de nuevos criterios morfológicos y datos moleculares, así como procedieron a la designación un nuevo lectotipo para S. nigrotaenia.

## Características
Steindachnerina nigrotaenia se caracteriza por presentar 43 o 44 escamas en la línea lateral, 7,5 a 8,5 series de escamas entre la línea lateral y el origen de la aleta dorsal y 6 series de escamas entre la línea lateral y el origen de la aleta pélvica. Cromáticamente exhibe una franja longitudinal oscura a lo largo de la parte lateral media del cuerpo, la que se extiende sobre los radios medios de la aleta caudal. En la aleta dorsal del adulto, suele tener color oscuro su margen anterior y las porciones distales.

## Distribución geográfica y hábitat
Steindachnerina nigrotaenia habita en aguas subtropicales y tropicales de la cuenca del río Paraguay, perteneciente a la cuenca del Paraná, integrante a su vez de la cuenca del Plata; dicha hoya hidrográfica vuelca sus aguas en el océano Atlántico Sudoccidental por intermedio del Río de la Plata. Su distribución cubriría el centro de Brasil, el este de Bolivia, Paraguay y el nordeste de la Argentina.